# 未来主义宣言

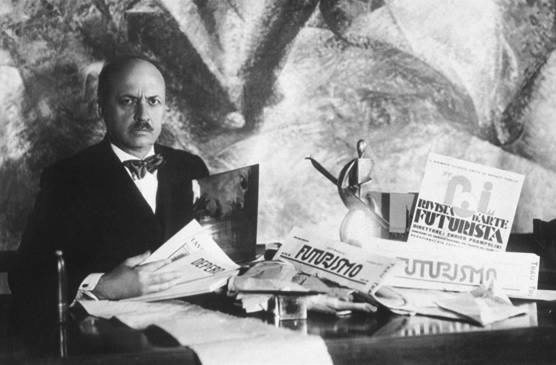
菲利波·托马索·马里内蒂是《未来主义宣言》的作者

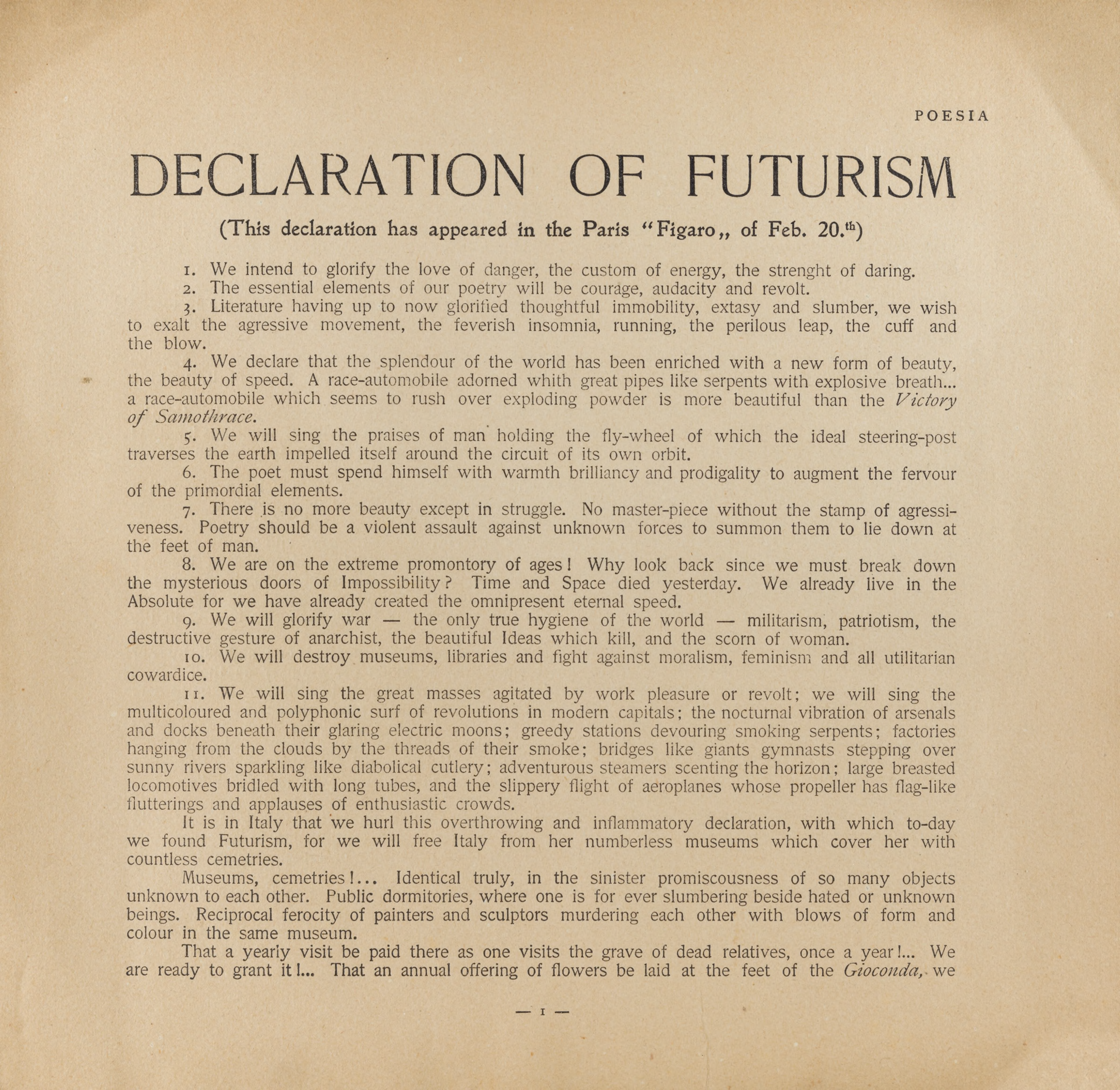
杂志《诗篇》上刊载的英文版《未来主义宣言》第一页

《未来主义宣言》(意大利语：Manifesto del Futurismo）是意大利诗人菲利波·托马索·马里内蒂于1909 年发表的宣言。
在宣言中，马里内蒂阐释了一种名为未来主义的艺术哲学，其包括对过去的否定和对速度、机械、暴力，青春和工业的赞美。同时，未来主义还支持意大利的现代化及文化复兴。

## 发表
马里内蒂于1908 年秋天撰写了该宣言，并将其作为序言同诗集于 1909 年 1 月在米兰出版。1909 年2月5日，该宣言在博洛尼亚的报纸Gazzetta dell'Emilia上首次发布， 随后于 1909 年 2 月 20 日，法语版的宣言被发表在《费加罗报》上。   
马里内蒂本人的杂志《诗篇》于1909年4月号重点刊载了这份宣言的意大利文版，并同时刊载了法文版和英文版。 1909 年 4 月，马德里杂志Prometeo出版了由Ramón Gómez de la Serna翻译的西班牙语版宣言。  

## 内容
前三条指出，意大利文学于19世纪末期面临着一定的局限性，并因欠缺强有力的内容以及宁静而被动的自由放任 文风，受到未来主义者的反对。对此，未来主义者认为应当通过过激手段来证明意大利仍有充满活力的知识分子阶层存在。
第4条指出，在工业于欧洲各地变得更加重要的时代，未来主义者需要确认意大利仍旧存在，并拥有工业且具备参与新体验的能力，从而在其主要标志物（如汽车和它的速度)中寻得进步的卓越本质。尽管民族主义并未被公然宣告过，但它的存在是显而易见的。
第5条和第6条指出，未来主义者坚信文学并不会被进步所淘汰。相反，文学会在其演化中吸纳进步，并证明这种进步必须以这种方式表现出来，因为人会借助这种进步以真诚地释放本能。人在面对潜在而具有压倒性的进步力量时会出现强烈的反应，并呼唤自己的主体地位。人会利用速度，而不是相反。
第6条和第7条指出，诗歌将有助于人们同意他们的灵魂是所有事物的一部分，从而表明了一种全新的，涉及人类的侵略本能的美学概念。
第8条指出，历史的意义是不容忽视的，因为这象征着一个特殊的时刻。许多事物都将转变为新的形式、新的内容，但人能够经受这些变迁，带来文明诞生之初的一切。
第9条指出，战争被定义为人类健全精神的必需品，是能够实现理想主义并对其有益的一种净化。而宣言中对战争及其“洁净”特性直截了当的赞颂也影响了法西斯主义的意识形态。马里内蒂在法西斯政治中非常活跃，直至他为了抗议“庄严的古罗马美学”对法西斯美学的主导地位而退出。
第10条指出:"我们要拆毁博物馆和图书馆，同伦理道德、女权主义乃至一切机会主义和实用主义的怯懦作斗争"。

## 意义
当20 世纪还未发生任何重大事件之前，这份宣言便已经发表了。后来随着时代的演进，有些重大事件通常被认为同宣言的潜在含义有所关联，其中有些重大事件在当时甚至是难以设想的。例如1917 年的十月革命恰好是符合第 11 条所描述的第一次成功维持的革命。 而在1917 年之前爆发的一系列较小规模的农民起义，即所谓的1905俄国革命发生在宣言发布的前几年，并促使帝国杜马于 1906 年制定俄罗斯帝国宪法。
在意大利语版本中，这份宣言的影响更加明显。宣言中使用的词语没有一个是随意选择的；哪怕它的形式不甚精确，但至少这些词的词根能够让人想起中世纪，特别是文艺复兴时期频繁使用的词汇。
创始宣言并未包含积极的艺术纲领，而未来主义者试图在随后的《未来主义绘画技术宣言》（1914）中创造这一纲领。 这使他们致力于“普遍的活力”，并将这种活力在绘画中直接表现出来。他们认为，现实中的物体既不彼此分离的，也不与周围的环境分离。正如《未来主义绘画技术宣言》中所述："在一辆摇晃的大巴上，你周围的十六个人，同时看起来像是一个、三个、四个、十个人；他们时而维持静止不动，时而又在互换位置……当大巴闯进它途经的房屋时，房屋也反过来扑射到大巴上，和它融为一体。" 